# Пиццетти, Паоло
Паоло Пиццетти — итальянский геодезист, астроном, геофизик и математик.

## Биография
Изучал инженерное дело в Риме, закончил образование в 1880 году.
В 1886 году он стал адъюнкт-профессором геодезии в Университете Генуи.
Там он оставался, пока не стал профессором геодезии в Пизанском университете в 1900 году.
Он оставался в Пизе до своей смерти в 1918 году. 

## Вклад
- Участвовал в работе Джузеппе Пизати и Энрико Пуччи по определению силы тяжести.

- Им был доказан двумерный случай так называемой теоремы сравнения Топоногова[3]. Его работа оставалась незамеченной целый век.[4] За это время теорема была независимо доказана Александровым[5] и обобщена Топоноговым[6] на старшие размерности.

## Признание и память
- Член Национальной академии деи Линчеи и академии в Турине.[7]

- Приглашённый докладчик на Международном конгрессе математиков в 1908 году в Риме.[8]

- Кратер Пиццетти на обратной стороне Луны назван в его честь.

## Внешние ссылки
- Höhere Geodäsie Паоло Пиццетти